# Liebster Gott, vergißt du mich, BWV Anh. 209
Liebster Gott, vergißt du mich, BWV Anh. 209 (Estimadíssim Déu, oblidam) és una cantata perduda de Bach, per al setè diumenge després de la Trinitat, estrenada a Leipzig, probablement el 7 de juny de 1727, si bé composta, com a més tard, l'any 1725; hi ha opinions d'especialistes que la situen a l'època de Weimar i interpretada el 15 de juliol d 1714. El text és, probablement, de Georg Christian Lemhs i formava part de Gottgefdlliges Kirchen-Opffer de l'any 1711, conté sis números: dues àries, tres recitatius i un cor. La música s'ha perdut.